# جون إي غيونغ
تشن إي كينغ (Chun Lee-Kyung) هي لاعبة أولمبية لرياضة التزلج السريع للمسافات القصيرة من كوريا الجنوبية. شاركت في الأولمبياد الشتوي في 1994–1998، وفازت بما مجموعه 5 ميداليات.

## الميداليات
| ذهب | فضة | برونز | المجموع |
| 4   | 0   | 1     | 5       |

## روابط خارجية
- جون إي غيونغ على موقع IMDb (الإنجليزية)
- جون إي غيونغ على موقع الموسوعة البريطانية (الإنجليزية)
- جون إي غيونغ على موقع اللجنة الأولمبية الدولية (الإنجليزية)
- جون إي غيونغ على موقع أوليمبيديا (الإنجليزية)
- جون إي غيونغ على موقع اللجنة الأولمبية الصينية (الإنجليزية)